# Каянелло
Каянелло (итал. Caianello) — коммуна в Италии, располагается в регионе Кампания, в провинции Казерта.
Население составляет 1757 человек, плотность населения составляет 117 чел./км². Занимает площадь 15 км². Почтовый индекс — 81040. Телефонный код — 0823.
Покровителем коммуны почитается архангел Михаил, празднование 29 сентября.